# Alexej A. Abrikosov
Alexej Aleksejevitj Abrikosov, född 25 juni 1928 i Moskva, död 29 mars 2017 i Palo Alto, Kalifornien, var en rysk-amerikansk fysiker. Han tilldelades Nobelpriset i fysik år 2003. 
Kungliga Vetenskapsakademins motivering för priset var "för banbrytande insatser inom teorin för supraledare och supravätskor". Han delade prissumman med ryssen Vitalij Ginzburg och engelsk-amerikanen Anthony J. Leggett.
Abrikosov tog doktorsexamen i fysik 1951 vid Institute for Physical Problems i Moskva.
Abrikosov har lyckats teoretiskt förklara så kallade typ II-supraledare som tillåter supraledning och magnetism att samexistera och förblir supraledande vid höga magnetfält. Han utgick därvid från teorier som tidigare formulerats av Ginzburg. Teorierna har haft stor betydelse för utvecklingen av nya material som kan göras supraledande vid allt högre temperaturer och starkare magnetfält.